# Alias (televíziós sorozat)
Az Alias amerikai televíziós sci-fi akcióthriller-sorozat, melyet J. J. Abrams alkotott meg. A főszereplő Jennifer Garner Sydney Bristow, a CIA kettős ügynöke, aki a világ számos pontján titkos bevetéseken vesz részt. További fontosabb szerepekben Michael Vartan, Ron Rifkin és Victor Garber látható. 
A történet fő vonalát Milo Rambaldi, egy kitalált (Leonardo da Vincire és Nostradamusra hasonlító) reneszánsz személy találmányainak és műalkotásainak keresése és visszaszerzése adja. Ez a cselekményszál és számos, a sorozatban használt technológia teszi az Aliast egyben sci-fivé is.
Az Amerikai Egyesült Államokban 2001. szeptember 30-án debütált az ABC csatornán. Magyarországon az első három évadot az RTL Klub, a negyediket és az ötödiket az AXN sugározta.

## Tartalom
|  | Alább a cselekmény részletei következnek! |

### 1. évad
Az 1. évad kezdete előtt 7 évvel Sydney Bristow egyetemi hallgató volt, amikor felkeresték és munkát ajánlottak neki a CIA egy titkos részlegénél, az SD-6-nál. Elfogadta az ajánlatot, és hamarosan ügynökké képezték ki. A bevezető részben elárulja vőlegényének, Dannynek, hogy ő valójában egy kém. Amiatt, hogy egy kívülállónak felfedte az SD-6 létezését, az SD-6 vezetője meggyilkoltatta Dannyt.
Ezután Sydney apja, Jack Bristow (szintén SD-6 ügynök) elárulta neki, hogy az SD-6 nem a CIA, hanem a Tizenkettek Szövetségének része. Egy olyan szervezetnek, amely az Egyesült Államok ellensége. Sydney ekkor felajánlotta szolgálatait az igazi CIA-nek, és kettős ügynökként működött tovább. Megkezdte hosszú és fáradságos munkáját, hogy belülről bomlassza fel az SD-6-ot. Hamar rájön, hogy az apja is a CIA kettős ügynöke.
A fő cselekmények az 1. évadban: Sydney eltitkolja hármas-személyét a barátai elől, mind a magánéletében, mind az SD-6-os munkájában; Will Tippin nyomoz Danny halálával kapcsolatban; és Sydney anyjának különös múltjára is fény derül.

### 2. évad
A második évad Sydney anyjának, Irina Derevkónak a bemutatásával kezdődik. Irina fontos része lesz a sorozatnak. A 2. évad közepétől számos fordulat következik be, kezdve azzal, hogy Sydney sikeresen megsemmisíti az SD-6-ot (miután értékes információkat szereztek meg egy repülőn lévő SD-6 szerverről), és hivatalos CIA-ügynökké válik. Azonban továbbra is keresik az SD-6 volt vezetőjét, Arvin Sloane-t és társát, Julian Sarkot, valamint a Rambaldi alkotásokat. Marcus Dixon és Marshall Flinkman megtudja az igazat az SD-6-ról, és ezek után szintén csatlakoznak a CIA-hoz.
Az évad második felében kiderül, hogy Sydney legjobb barátnőjét, Francie Calfót megölték, és helyére Allison Dorent állították. Allisont átalakították, hogy pontosan úgy nézzen ki, mint Francie. A feladata az volt, hogy kémkedjen Sydney és Will után. Az évad végén Sydney felfedezi Francie valódi személyét, majd egy vad küzdelem után Hongkongban tér magához. Vaughntól megtudja, hogy már csaknem két éve nem tudnak róla semmit, és azt hitték, hogy meghalt. Valamint, hogy szerelme, Vaughn megházasodott.

### 3. évad
A 3. évad a 2. évad befejezése után 2 évvel játszódik, mialatt Sydneyt keresték és feltételezték, hogy meghalt, egy erősen megégett holttest DNS-elemzése győzte meg a családját és a barátait a haláláról.
Az igazság az, hogy Sydneyt egy terrorista szervezet a Társaság rabolta el. Megpróbáltak rajta agymosást végezni, hogy azt higgye, hogy ő egy bérgyilkos, Julia Thorne. Végül is Sydney szándékosan töröltette erre a két évre vonatkozó emlékeit azzal a szándékkal, hogy elfelejtsen néhány tettet, amit Juliaként hajtott végre, és hogy biztosítsa, hogy egy Rambaldi-alkotás soha ne kerüljön elő.
Amint Sydney visszatér, az eltűnése után kezd nyomozni, mialatt csatlakozik a CIA-hoz. Szembesül a ténnyel, hogy Arvin Sloane bűnbocsánatot kapott, és a világ humanitáriusként ismeri. Michael Vaughn feleségül vett egy NSC ügynököt, Lauren Reedet. Reedről kiderül, hogy a Társaság tagja, és Julian Sark szeretője. Az NSC (National Security Council, Nemzeti Biztonsági Tanács) egy kormányszervezet, ami óriási, ellenőrizetlen hatalommal bír, nagy befolyással van a CIA-re, és a céljai kérdésesek.

### 4. évad
A 4. évad ott kezdődik, ahol a 3. véget ért. Sydney felfedez egy megdöbbentő, titkos dokumentumot: "S.A.B. 47 Project". A dokumentum értelmében Jack Bristow engedélyt kapott, hogy megölje Sydney anyját, aki egy titokzatos megállapodást kötött Sydney életére. (Amit a készítők ebben az esetben csináltak, annak szaknyelvi megnevezése: retcon. A szó a retroactive continuity rövidítése, amelyet nagyjából visszamenőleg érvényes folytatásnak lehetne fordítani. Ez azt jelenti, hogy a sorozatban történik valami, ami újraértelmezi az addig történteket, jelen esetben Lena Olin színésznő távozása a sorozatból, illetve az első oldal nyilvánvalóvá teszi Sydney előtt, hogy egy aktív projektben szerepelt, ami 1975. április 17-én indult, valószínűleg utalás a Karácsony tervre.)
Sydney csatlakozik a CIA egy titkos működésű osztályához, ami az SD-6-hoz hasonlóan nem hivatalos szerv, vezetője pedig Arvin Sloane. Az új részleg neve APO: Authorized Personnel Only(durva fordításban: Belépés Csak Engedéllyel). Az APO tagjai (Slone által kiválasztva): Jack, Vaughn, Sydney korábbi társa (és a 3. évad CIA igazgatója), Marcus Dixon, a számítógépes és technikai zseni, Marshall Flinkman, és Vaughn legjobb barátja Eric Weiss (miután Sydney és Vaughn megmentették; korábban azt hitte, hogy mindketten kiléptek a CIA-tól). Sloane lánya és Sydney féltestvére, Nadia Santos szintén csatlakozik az APO-hoz.
Az évad alatt egy Arvin Sloane imposztor, viccesen Arvin klónnak nevezve, megszerzi a technológiát, amivel végrehajthatja a Rambaldi által megjósolt apokalipszist. Az Omnifamot használva, az igazi Sloane megfertőzte a világ ivóvízkészletét olyan anyagokkal, amelyek béke és nyugalom érzetet okoznak. Jóllehet ezek az érzések az ellenkezőjére változtathatók a Mueller-készülékkel. A harmadik Derevko nővér, Elena épített egy óriási Mueller-készüléket Oroszországban, Sovogdában, ami a lakosokat őrültté változtatta. Sydney, Jack, Irina, Nadia és Vaughn ejtőernyővel a helyszínre ugranak, elpusztítják a készüléket, és megölik Elenát. De Nadia megfertőződik Sovogda ivóvizével, és őrültté válik. Sydneyre támad, ezért Sloane kénytelen lelőni a saját lányát. Nadiát később mesterségesen kómában tartják, amíg a gyógymódot keresik.
Az évad Sydney és Vaughn eljegyzésével ér véget. Egy Santa Barbara-i úton Vaughn elárul egy megdöbbentő titkot: a neve valójában nem Michael Vaughn; a legelső találkozásuk nem volt véletlen; és hogy a hűsége nem teljes a CIA-hoz. Mielőtt elárult volna több információt, az autójukba ütközik egy másik autó, és az évad véget ér.

### 5. évad
Az 5. évad kezdetén Vaughnt elrabolják. Sydney megtudja, hogy gyanakszanak Vaughnra, hogy kettős ügynök, és hogy a baleset a férfi kimenekítésére szolgált. Vaughn később elmenekül, és elmondja Sydneynek, hogy az igazi neve André Michaux. Egy titkos csoport, az Ötödik Prófécia után nyomoz, aminek egyszer az apja tagja volt. Egy akció során, melyben az Ötödik Prófécia egyik könyvét kell visszaszerezniük, Sydney kap egy hívást az orvosától, miszerint terhes. Vaughnt később lelövi az Ötödik Prófécia egyik tagja, Gordon Dean, és (látszólag) meghal. Négy hónappal később, amint Sydney folytatja a kutatást Vaughn halálával kapcsolatban, együtt dolgozik egy bérgyilkosnővel, Renée Rienne-nel, azzal a céllal, hogy felfedjék az Ötödik Prófécia belső működését, illetve hogy nyomon kövessék Dean bűnszervezetét, a Fészert, ami az SD-6-hoz hasonlóan a CIA titkos részlegének adja ki magát.
Két új taggal bővül az APO, Weiss helyett, akinek Washingtonban ajánlanak fel egy új állást, illetve Nadia helyett, aki még mindig kómában van. Thomas Grace egy vakmerő, fiatal ügynök nem éppen szabályszerű módszerekkel, emiatt gyakran összeütközésbe kerül Sydneyvel. Rachel Gibson számítógép specialista, aki Sydneyhez hasonlóan, abban a hitben élt, hogy a CIA-nak dolgozik, és ezután a Fészerben kettős ügynökként dolgozik, míg Dean meg nem semmisíti a főhadiszállást.
Egy mellékcselekményben Arvin Sloane a saját megszállottságát követve, gyógymódot keres Nadiának. A 4. évadban történt események miatt Sloane börtönbe kerül, de kiszabadul, miután Dean nyomást gyakorol az ítélőbizottságra. A szabadságáért cserébe Sloane Deannek kémkedik az APO-nál. Nem tudva Sloane új elkötelezettségéről, Jack egyetért azzal, hogy Sloane-t visszavegyék az APO-hoz, és hogy a szervezet erőforrásait használva gyógymódot keressen a lányának.
A sorozat végén fény derül Sloane végső céljára, a halhatatlanságra, amiért Nadia életét is képes feláldozni. Azonban örökre csapdába esik Rambaldi barlangjában a halálos sérülést szenvedett Jack miatt, aki feláldozza önmagát azért, hogy megbosszulja a Sydneynek okozott rengeteg fájdalmat. Sydney követi Sarkot és a Horizontot Hong Kongba, hogy megtalálja Irinát. A végső harc után Irina lezuhan a mélybe.
A sorozat több évet előrelépve a jövőben ér véget. Sydney és Vaughn visszavonultak, és házasok. Második gyermekük neve Jack, Sydney apjának tiszteletére. A kislány Isabelle ugyanazokkal az adottságokkal rendelkezik, amelyek Sydneyt jellemezték; olyan veleszületett képességek, amelyek tökéletes ügynökké tehetik. Jóllehet Isabelle megoldja ugyanazt a CIA tesztet, amit Sydney is ennyi évesen, mégsem követi anyját ezen a kimerítő és veszélyes pályán.

## Szereplők

### Főszereplők
| Szereplők                                       | Színészek       | Főszereplőként | Főszereplőként | Mellékszereplőként | Magyar Szinkronszínészek  |
| Szereplők                                       | Színészek       | Epizód         | Évad           | Évad               | Magyar Szinkronszínészek  |
| ----------------------------------------------- | --------------- | -------------- | -------------- | ------------------ | ------------------------- |
| Sydney Bristow, Julia Thorne                    | Jennifer Garner | 1–105          | 1–5            |                    | Kisfalvi Krisztina        |
| Arvin Sloane                                    | Ron Rifkin      | 1–105          | 1–5            |                    | Barbinek Péter            |
| Michael Vaughn                                  | Michael Vartan  | 1–88           | 1–4            | 5                  | Czvetkó Sándor            |
| William „Will“ Tippin                           | Bradley Cooper  | 1–44           | 1–2            | 3, 5               | Rajkai Zoltán             |
| Marcus Dixon                                    | Carl Lumbly     | 1–105          | 1–5            |                    | Jakab Csaba               |
| Marshall Flinkman                               | Kevin Weisman   | 1–105          | 1–5            |                    | Sótonyi Gábor             |
| Jack Bristow                                    | Victor Garber   | 1–105          | 1–5            |                    | Kőszegi Ákos              |
| Francine „Francie“ Calfo, Allison Georgia Doren | Merrin Dungey   | 1–44           | 1–2            | 3, 5               | Náray Erika               |
| Julian Sark                                     | David Anders    | 23–66          | 2–3            | 1, 4–5             | Kapácsy Miklós            |
| Irina Derevko (Laura Bristow)                   | Lena Olin       | 23–44          | 2              | 4–5                | Andresz Kati              |
| Eric Weiss                                      | Greg Grunberg   | 45–88          | 3–4            | 1–2, 5             | Damu Roland, Zámbori Soma |
| Lauren Reed                                     | Melissa George  | 45–66          | 3              | 4                  | Nyírő Eszter              |
| Nadia Santos                                    | Mía Maestro     | 68–88          | 4              | 3, 5               | Törtei Tünde              |
| Rachel Gibson                                   | Rachel Nichols  | 89–105         | 5              |                    | Mezei Kitty               |
| Thomas Grace                                    | Balthazar Getty | 89–104         | 5              |                    | Viczián Ottó              |
| Renée Rienne                                    | Élodie Bouchez  | 89–97          | 5              | 5                  | Kerekes Andrea            |
| Kelly Peyton                                    | Amy Acker       | 98–105         | 5              | 5                  | Kiss Virág                |

### Vendégszínészek
| - Angus Scrimm mint Calvin McCullough (1–2, 4) - Gina Torres mint Anna Espinosa (1, 4–5) - Edward Atterton mint Dr. Daniel 'Danny' Hecht (1) - Sarah Shahi mint Jenny (1) - Quentin Tarantino mint McKenas Cole (1, 3) - Tony Amendola mint Tambor Barceló Ügynök (SD-6) (2) - Joey Slotnick mint Steven Haladki (1) - Patricia Wettig mint Dr. Judy Barnett (1–3) - Amy Irving mint Emily Sloane (1–2, 4) - Terry O’Quinn mint Kendall (1–3) - Peter Berg mint Noah Hicks (1) | - Roger Moore mint Edward Poole (1) - Rutger Hauer mint Anthony Geiger (2) - Faye Dunaway mint Ariana Kane (2) - Ethan Hawke mint James Lennox Ügynök (2) - Danny Trejo mint Vargas (2) - Christian Slater mint Neil Caplan (2) - David Carradine mint Conrad (2–3) - Kevin Sutherland mint Blake (2–3) - Amanda Foreman mint Carrie Bowman (2–5) - Kurt Fuller mint Robert Lindsey (3) - Justin Theroux mint Simon Walker (3) | - Djimon Hounsou mint Kazari Bomani (3) - David Cronenberg mint Dr. Brezzel (3) - Isabella Rossellini mint Katya Derevko (3–4) - Vivica Fox mint Toni Cummings (3) - Angela Bassett mint Hayden Chase (4) - Sônia Braga mint Sophia Vargas / Elena Derevko (4) - Joel Grey mint Arvin Cloane / Ned Bolger (4) - Tyress Allen mint Gordon Dean (5) - Patrick Bauchau mint Aldo Desantis (5) |

## Karakterek
Sydney Bristow:
- Név: Bristow, Sydney
- Azonosító: USS-CI-2300844
- Fedőnév: Sólyom, Szabadúszó, Hegymászó, Phoenix
- Magasság: 172 cm
- Tömeg: 54 kg
- Született: 1975, Los Angeles
- Családi állapot: hajadon, vőlegényét megölték 2001-ben.
- Speciális képesítés: 12 nyelven beszél, álcázás, számítástechnika, fényképmemória.

Jack Bristow:
- Név: Bristow, Jack
- Azonosító: USS-CI-2300682
- Fedőnév: Raptor
- Magasság: 188 cm
- Tömeg: 88 kg
- Született: 1950, London, Ontario, Kanada
- Családi állapot: nős, bár az elmúlt 20 évben úgy tudta, özvegy
- Speciális képesítés: fizika, játékelmélet, informatika, nyelvészet, kódfejtés

Arvin Sloane:
- Név: Sloane, Arvin
- Azonosító: 30408-00811
- Magasság: 177 cm
- Tömeg: 78 kg
- Született: 1950, Brooklyn, NY, USA
- Családi állapot: özvegy
- Speciális képesítés: világtörténelem, archeológia, pénzügy, számos nyelven beszél, köztük olaszul, héberül, spanyolul, oroszul.

Michael Vaughn:
- Név: Vaughn, Michael
- Azonosító: USS-CI-2300708
- Fedőnév: Kiscserkész, Shotgun (Vadászpuska, Géppuska)
- Magasság: 183 cm
- Tömeg: 82 kg
- Született: 1968, Fleury, Normandia, Franciaország
- Családi állapot: nős
- Speciális képesítés: számos nyelven beszél, köztük olaszul, franciául, spanyolul.

Marcus Dixon:
- Név: Dixon, Marcus
- Magasság: 185 cm
- Fedőnév: Outrigger, Árbóc
- Tömeg: 84 kg
- Született: 1955, Minneapolis, Minnesota, USA
- Családi állapot: nős (később özvegy), két gyermek apja
- Speciális képesítés: Kung Fu, számítástechnika, pénzügy, kódfejtés, számos nyelven beszél, köztük arabul is.

Will Tippin:
- Név: Tippin, Will
- Magasság: 185 cm
- Tömeg: 80 kg
- Született: 1973, Austin, Texas, USA
- Családi állapot: nőtlen
- Speciális képesítés: újságíró, kitűnő elemző, beszél spanyolul.

## A stáb

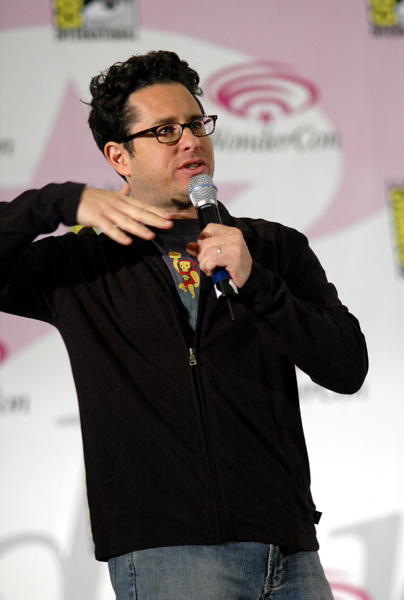
J. J. Abrams, a sorozat szülőatyja

A sorozatot a Touchstone Television és a Bad Robot Production készítette Los Angeles területén. Annak ellenére, hogy a sorozat szinte a világ minden pontján játszódik, csak egy epizódot forgattak Los Angelesen kívül (Las Vegasban).
- J. J. Abrams – Executive Producer
- Ken Olin – Executive Producer
- John Eisendrath – Executive Producer (1–3. évad)
- Alex Kurtzman – Executive Producer (2–3. évad)
- Roberto Orci – Executive Producer (2–3. évad)
- Jeff Pinkner – Executive Producer (5. évad)
- Jesse Alexander – Executive Producer (5. évad)
- Michael Giacchino – Zeneszerző
- Michael Haro – Koordinációs producer

## DVD
| Évad    | Megjelenés Ideje    |
| ------- | ------------------- |
| 1. évad | 2007. november 29.  |
| 2. évad | 2008. szeptember 8. |
| 3. évad | 2008. november 9.   |
| 4. évad | 2008. december 4.   |
| 5. évad | 2009. február 20.   |

### 1. évad
Az 1. évad Magyarországon 2007. november 29-én jelent meg. A csomag 6 DVD-n tartalmazza a teljes 1. évadot és az extrákat.
Extrák:
- Bevezető - az 1. epizódhoz
- Audiokommentár - az 1. epizódhoz J. J. Abrams és Jennifer Garner közreműködésével
- Audiokommentár - a 2. epizódhoz Michael Bonvillain, Sarah Caplan és Ken Olin közreműködésével
- Audiokommentár - a 17. epizódhoz John Eisendrath, Alex Kurtzman-Counter és Roberto Orci közreműködésével
- Audiokommentár - a 22. epizódhoz Jennifer Garner, Michael Vartan, Victor Garber, Bradley Cooper, Carl Lumbly,
Ron Rifkin, Merrin Dungey és Kevin Weisman közreműködésével
- Kisfilm - A sorozatindító epizód produkciós naplója (kb. 20 p.)
- Kisfilm - a kaszkadőr-mutatványokról (kb. 5 p.)
- Kimaradt jelenetek (kb. 8 p.)
- Bakiparádé (kb. 5 p.)
- Tévészpot (televíziós előzetes)

### 2. évad
A 2. évad Magyarországon 2008. szeptember 8-án jelent meg. A csomag 6 DVD-n tartalmazza a teljes 2. évadot és az extrákat.
Extrák:
- Audiokommentár - 4 epizódhoz
- Kisfilm - Egy epizód kulisszatitkai
- Kisfilm - Az Alias látványvilágának megtervezése
- Kimaradt jelenetek
- Bakiparádé
- Interjú - rádióinterjú
- Előzetes
- Előzetes - Az Alias játék bemutatója

### 3. évad
A 3. évad Magyarországon 2008. november 9-én jelent meg. A csomag 6 DVD-n tartalmazza a teljes 3. évadot és az extrákat.
Extrák:
- Audiokommentár - egyes epizódokon
- Egyéb - Animált Alias (kb. 7 p.)
- Dokumentumfilm - Az Alias közelről (kb. 55 p.)
- Kisfilm - Burbanktől Barcelonáig (kb. 9 p.)
- Bakiparádé (kb. 7 p.)
- Kimaradt jelenetek (kb. 7 p.)
- Kisfilm - Az Alias-csapat (kb. 5 p.)

### 4. évad
A 4. évad Magyarországon 2008. december 4-én jelent meg. A csomag 6 DVD-n tartalmazza a teljes 4. évadot és az extrákat.
Extrák:
- Audiokommentár - egyes epizódokhoz
- Interjú - Könnyed beszélgetés Jennifer Garnerrel
- Bakiparádé
- Kisfilm - Egy jelenet anatómiája
- Kisfilm - A 4. évad sztárvendége
- Kisfilm - Bemutatjuk Miát, Syd húgát
- Kisfilm - Marshall világa
- Kisfilm - A rendező naplója
- Kimaradt jelenetek
- Kisfilm - Weiss ügynök kémkamerája

### 5. évad
Az 5. évad Magyarországon 2009. február 20-án jelent meg. A csomag 5 DVD-n tartalmazza a teljes 5. évadot és az extrákat.
Extrák:
- Audiokommentár - egy epizódon Ken Olin rendező, Jeff Pinkner (Excutive Producer) és Victor Garber (szereplő) közreműködésével
- Audiokommentár - egy epizódon Monica Breen és Allison Schapker (írók), valamint David Anders és Rachel Nichols (szereplők) közreműködésével
- Audiokommentár - egy epizódon Tucker Gates (rendező), Josh Appelbaum és Andre Nemec (írók) közreműködésével
- Audiokommentár - egy epizódon produkciós asszisztensek közreműködésével
- Kisfilm - A 100. epizód ünneplése (kb. 10 p.)
- Kisfilm - Rambaldi legendája (kb. 8 p.)
- Kisfilm - Az Alias zenéje (kb. 9 p.)
- Kisfilm - Az újonc: A forgatáson Rachel Nichols-szal (kb. 8 p.)
- Bakiparádé (kb. 6 p.)
- Rejtett extra

A DVD-ket az InterCom adta ki.

## Nézettség
| Évad | Vetítési Időpont (USA) | Évad kezdés          | Évad befejezés  | Vetítés éve | Besorolás | Nézettség (millióban) |
| ---- | --- | -------------------- | --------------- | ----------- | --------- | --------------------- |
| 1    | Vasárnap 21:00 (Szeptember 30., 2001 - Május 12., 2002) | Szeptember 30., 2001 | Május 12., 2002 | 2001-2002   | #58       | 9.7                   |
| 2    | Vasárnap 21:00 (Szeptember 29., 2002 - Május 4., 2003) | Szeptember 29., 2002 | Május 4., 2003  | 2002-2003   | #78       | 9.0                   |
| 3    | Vasárnap 21:00 (Szeptember 28., 2003 - Május 23., 2004) | Szeptember 28., 2003 | Május 23., 2004 | 2003-2004   | #78       | 8.2                   |
| 4    | Szerda 21:00 (Január 5., 2005 - Május 25., 2005) | Január 5., 2005      | Május 25., 2005 | 2004-2005   | #40       | 10.3                  |
| 5    | Csütörtök 20:00 (Szeptember 29., 2005 - November 17., 2005) Szerda 22:00 (December 7., 2005 - December 14., 2005) Szerda 20:00 (Április 19., 2006 - Május 17., 2006) Hétfő 21:00 (Május 22., 2006) | Szeptember 29., 2005 | Május 22., 2006 | 2005-2006   | #93       | 7.2                   |

## Témák
- Család – A sorozat kitalálója J. J. Abrams többször is kijelentette, hogy a sorozat egy családi dráma a kémkedés világában. Családi kapcsolatok bőségesen találhatók a filmben. Az első évadban főként Sydney és az apja kapcsolatára fókuszál, némi visszhanggal Arvin és Emily Sloane kapcsolatára, mint Sydney pótszüleire, illetve az eszményített kapcsolatára az állítólagosan halott anyjával. A második évadban Sydney összetűzésbe kerül az anyjával. A harmadik és negyedik évad megváltoztatja a főleg szülő-gyermek családi kapcsolatot, és ahelyett hogy bemutatná a kimenetet a jegyesek és a kibővült család között, Vaughn azért küzd, hogy megmentse a házasságát, és megújítsa a kapcsolatát Sydneyvel. Láthatjuk még Irina Derevko két nővérét is. A szülő-gyermek kapcsolat megmarad, azáltal hogy Vaughn megtudja, hogy az apja több volt, mint egy egyszerű CIA-ügynök, és Sloane rájön, hogy van egy lánya. Az ötödik évadot – bizonyos tekintetben – tekinthetjük az Alias családi dráma egy következő szintjének. Sydney és Vaughn végül összeházasodnak, és Sydney anya lesz. Szó szerint értve, megtudja, hogy terhes, de átvitt értelemben is, hiszen bizonyos szülői kapcsolatban áll az új ügynökkel, Rachellel.
- Prófécia / Predesztináció – Az Alias történetének nagy része Milo Rambaldi próféciái körül forog. Először megtudunk egy próféciát egy nőről, aki "tökéletes hatalmával pusztává teszi a földet". Később, amikor Sloane felkutatja a teljes Rambaldi jóslatot, kiderül, hogy róla is van egy jóslat. A Rambaldi cselekményszál úgy tűnik, hogy Elena Derevko végjátékával ér véget a negyedik évadban, de az ötödik évadban derül fény Sloane saját tervére, amelyet titkos szervezet, az Ötödik Prófécia segítségével hajt végre.
- Bizalom / Árulás – Az első három évadban nagy jelentőséget kap a bizalom és az árulás. Nyilvánvaló Sydney árulása az SD-6-nál, amivel a sorozat is kezdődik. Azonban még számos árulás következik be a történet során, ide értve ahogy Irina becsapja Jacket, Sloane a Szövetséget, Sydney az SD-6-ot, és neki még a barátainak is hazudnia kell. Valójában az első évad tekinthető a történet azon részének, amikor Sydney megtanul bízni az apjában, és a második évad pedig Sydney küzdelmét mutatja be az anyja iránt érzett bizalom ellen.
- Magán / Nem kormányzati hírszerző ügynökségek – Az Alias világában található a legnagyobb gyűjteménye a kitalált ügynökségeknek a kémirodalom történetében. Ezek az ügynökségek rejtett kémszervezetek, amelyek titkokkal és fegyverekkel kereskednek. A kitalált szervezetek, amelyek előfordulnak a történetben:
  - SD-6: Egyike a tizenkét Section Disparue (Nem létező ügynökség) sejtjének a Tizenkettek Szövetségében, az 1. évadban alkalmazzák Sydney Bristow-t, elhitetve vele, hogy az CIA egy titkos részlegének dolgozik.
  - Tizenkettek Szövetsége: Egy kegyetlen, nemzetközi szervezet, eredeti vezetőik áruló, volt ügynökök. Mindegyik tag egy-egy SD sejt felügyeletével van megbízva.
  - K-Direktorátus: Egy magánügynökség Oroszországban, tagjai volt kommunista ügynökök. Főként az 1. évadban kap hangsúlyt.
  - FTL: Egy Hongkong-i székhelyű, high-tech technikában érdekelt szervezet. Julian Sark semmisíti meg az 1. évadban.
  - "Az Ember" (alias Irina Derevko): Egy névtelen szervezetet vezetett, amely elpusztította az FTL-t és szövetkezett a K-Direktorátussal.
  - Szövetség: A 3. évadban lép színre. Több ügynökkel szövetkeztek más szervezetekből, így például Sarkkal, McKenas Cole-lal, sőt még (agymosás által) Sydneyvel is.
  - Ötödik Próféta: A Fészerre felügyelő, és az egyik, a CIA által legrégebben figyelt szervezet. Részt vett több magas szintű kutatásban 20 évvel ezelőtt. Legalább egy SD-6-szerű szervezettel rendelkezik, a Fészerrel, melynek Rachel Gibson is tagja volt. Az Ötödik Próféta ellenőrzése alatt tartja a kommunikációs hálózatot, amely a beszivárgását mutatja több hírszerző ügynökségbe, így például a MI-6-be és másokba. Az Ötödik Próféta tizenkét vezetőjét meggyilkolja Kelly Peyton a sorozat záróepizódjában.

## Főcím
Az Alias eltér a többi amerikai drámasorozattól abban a tekintetben, hogy a főcím csak egy hosszabb esemény után jelenik meg, ez néha akár több mint 15 perc is lehet. Néhány szempontból utánozza a James Bond filmeket, amelyek főcímét ugyancsak több perc után mutatják be. Az egyes epizódoktól függően a stáblista néha a szereplőkkel együtt jelenik meg, abból az okból, hogy a sorozat címe majd csak az epizód végén tűnik fel, tehát egyes részekben egyáltalán nincs főcím.
Ahogy a főcím megjelenik, az ALIAS betűinek negatívjai villannak fel egyesével. Az "S" jelenik meg utoljára, mely végig inverz is marad. Gyakorlatilag minden epizódban egy város vagy egy helység neve tűnik fel ugyanabban a betűtípusban, és az egyik negatív betűre ráközelítve tárul elénk a jelenet.
Az első három évadban egy minimalista főcímet alkalmaztak, melyben csak a színészek neve volt látható, mialatt betűről betűre megjelent a sorozat címe. Egy képkocka alatt – miközben Victor Garber nevét látjuk – az Alias címen megjelenik a Rambaldi szem ( <O> ).
A negyedik évadtól egy rövidebb, feltűnőbb főcímet vezettek be, ami igazodik az új, gyorsabb cselekményhez. Ahogy megjelenik a szereplők neve, Sydney 52 képben 47 különböző álruhában látható gyorsan váltakozva. A zárókép pedig a harmadik évad első epizódjából származik, amint Sydney elsüt egy fegyvert.
Az ötödik évadnak új főcímet terveztek, mivel az előző változatot sok kritika érte, miszerint nehezen olvasható a színészek neve (amióta Jennifer Garner sok képén látható a Rambaldi szem), és hogy kizárólag Garnerre koncentrál. Most először bemutatják a főszereplőket, amikor a nevük megjelenik. Az ekkor hallható zene az előzőeknek egy remix változata. Amikor az ALIAS betűi megjelennek, a felvillanások valójában Morse-kódok. A megfejtés AGENT KANE. Az évad első fele alatt Elodie Bouchez jelent meg a főcímben, de a "Maternal Instincts" (5. évad 11. rész) című epizódtól vendégszereplővé válik, és helyette Amy Ackert láthatjuk.
A legtöbb első évados epizód Sydney Bristow bemutatásával kezdődik, történetét ő maga meséli el. A második évad első felében ezt a szerepet egy férfihang veszi át.

## Idő
Az Alias első évada 2001-ben kezdődik, ugyanabban az évben, amikor a sorozatot bemutatták. Az utalás a Homeland Securityre az első évad során azt sugallja, hogy a sorozat nem sokkal 2001. szeptember 11. előtt vagy után kezdődik (jóllehet nincs közvetlen utalás a sorozatban szeptember 11-ére, de a második évad egyik epizódjában hivatkoznak Oszáma bin Ládenre). Az 1. évadban minden egyes epizód nagyjából egy hét eseményeit meséli el Sydney életéből. Néhány epizódban a világ valós eseményeit is megemlítik. Például egy részben Sydney azt javasolja Vaughnnak, hogy menjenek el egy L.A. Kings meccsre, amelyen az Islanders játszik. Ez a mérkőzés kb. ugyanabban az időben volt, amikor az epizódot bemutatták, 2002. január 20-án.
A 2. évad fináléja, melyben kiderül, hogy Sydney 2 évet elveszített az életéből, azt sugallhatja, hogy a 3. évaddal két évet visszamegyünk az időben, hogy a sorozat kövesse a valós időt, jóllehet ebben nem volt mindig következetes. Például a 3. évad 17. epizódjában (adásba kerülése 2004. március 28.) Lauren naptárában a 2004. március 26-i dátum olvasható. Az egyetlen tény, ami ellentmondásos, az állítólagosan halott Irina Derevko sírkövén lévő dátum (2004), ami azt bizonyítja, hogy a sorozat még mindig a valós időben játszódik, nem pedig 2 évre a jövőben. Sydney egy kijelentést tesz az 5. évad 1. epizódjában, miszerint az Ötödik Prófécia figyelemmel kísérte őt azóta, mióta belépett az SD-6-hoz, ez beleillik a sorozat időmenetébe. És végül egy visszaugrást is megfigyelhetünk az időben. Az 5. évad 5. epizódjában (Out of the Box) Renée azt mondja dr. Desantisnak – apja genetikai másának – hogy akkor 2006 van. Ez tűnik az első közvetlen utalásnak az események aktuális időpontjára.